# Сластёнка
Сластёнка — село в Эртильском районе Воронежской области.
Входит в состав Щучинско-Песковского сельского поселения.

## География
Расположено на площади 1460 тыс. м², в нём 82 дома. В селе имеются две улицы — Кирова и Лесная.
Протекает р. Эртиль.

## Население
| 1859 | 1897  | 2000 | 2010 |
| ---- | ----- | ---- | ---- |
| 905  | ↗1784 | ↘182 | ↘82  |